# 桑原田町 (豊田市)
桑原田町（くわはらだちょう）は、愛知県豊田市の地名。

## 地理

### 交通
- 愛知県道359号坂上田振線

## 歴史

### 沿革
- 江戸時代 - 三河国加茂郡桑原田村として所在[1]。
- 寛永4年 - 旗本大給松平氏知行となる[1]。
- 貞享元年 - 大給松平氏が大名に列せられたことから大給藩となり、同藩領となる[1]。
- 宝永年間 - 大給藩が奥殿藩と改称したことから、同藩領となる[1]。
- 文久3年 - 転封により、信濃田野口藩領となる[1]。
- 1868年（明治元年） - 田野口藩が改称により、竜岡藩となる[1]。
- 1878年（明治11年） - 東加茂郡桑原田村となる[1]。
- 1889年（明治22年） - 盛岡村大字桑原田となる[1]。
- 1955年（昭和30年） - 足助町大字桑原田となる[1]。
- 2005年（平成17年）4月1日 - 東加茂郡足助町桑原田が合併に伴い、豊田市桑原田町となる[WEB 6]。

### 人口の変遷
国勢調査による人口および世帯数の推移。
| 1995年（平成7年）  | 10世帯 30人 |  |
| 2000年（平成12年） | 10世帯 34人 |  |
| 2005年（平成17年） | 13世帯 41人 |  |
| 2010年（平成22年） | 14世帯 43人 |  |
| 2015年（平成27年） | 12世帯 39人 |  |
| 2020年（令和2年）  | 10世帯 28人 |  |

### WEB
1. 1 2  総務省統計局 (2022年2月10日). “令和2年国勢調査の調査結果(e-Stat) - 男女別人口，外国人人口及び世帯数－町丁・字等” (CSV). 2023年8月2日閲覧。
2. ↑  “愛知県豊田市の町丁・字一覧”.   人口統計ラボ. 2024年2月26日閲覧。
3. ↑  “読み仮名データの促音・拗音を小書きで表記するもの(zip形式) 愛知県” (zip).   日本郵便 (2024年2月29日). 2024年3月26日閲覧。
4. ↑  “市外局番の一覧” (PDF).   総務省 (2022年3月1日). 2022年3月22日閲覧。
5. ↑  “ナンバープレートについて”.   一般社団法人愛知県自動車会議所. 2024年1月21日閲覧。
6. ↑  “愛知県豊田市の郵便番号一覧”.   日本郵便. 2024年2月29日閲覧。
7. ↑  総務省統計局 (2014年3月28日). “平成7年国勢調査の調査結果(e-Stat) - 男女別人口及び世帯数 －町丁・字等” (CSV). 2021年7月20日閲覧。
8. ↑  総務省統計局 (2014年5月30日). “平成12年国勢調査の調査結果(e-Stat) - 男女別人口及び世帯数 －町丁・字等” (CSV). 2021年7月20日閲覧。
9. ↑  総務省統計局 (2014年6月27日). “平成17年国勢調査の調査結果(e-Stat) - 男女別人口及び世帯数 －町丁・字等” (CSV). 2021年7月21日閲覧。
10. ↑  総務省統計局 (2012年1月20日). “平成22年国勢調査の調査結果(e-Stat) - 男女別人口及び世帯数 －町丁・字等” (CSV). 2021年7月21日閲覧。
11. ↑  総務省統計局 (2017年1月27日). “平成27年国勢調査の調査結果(e-Stat) - 男女別人口及び世帯数 －町丁・字等” (CSV). 2021年7月21日閲覧。

### 書籍
1. 1 2 3 4 5 6 7 8 9  「角川日本地名大辞典」編纂委員会 1989, p. 523.